# Vármegyeszékhely
Magyarországon a vármegyeszékhely az a település, amelyet a vonatkozó jogszabály a vármegye (korábban megye) székhelyeként kijelöl. Itt működnek a vármegye önkormányzatának szervei és általában az egy megyére kiterjedő illetékességű egyéb szervek is.
Magyarország vármegyéinek nevét és székhelyét 1990 óta a 67/1990. (VIII. 14.) országgyűlési határozat szabályozza, míg a vármegyeszékhely esetleges áthelyezésének szabályait 2011 óta a Magyarország helyi önkormányzatairól szóló 2011. évi CLXXXIX. törvény 125. § (4) bekezdés.

## Története
A királyi vármegyék eredetileg egy-egy vár körül szerveződtek, tehát természetes módon e vár egyben a székhelyük is volt. A nemesi vármegyék azonban szervezeti és működési tekintetben teljes belső autonómiát élveztek, így székhelyeik kérdése nem volt a törvényhozás tárgya egészen 1723-ig, amikor viszont az 1723:LXXIII. tc. előírta a megyék számára, hogy állandó székhelyet jelöljenek ki, de annak kiválasztásáról továbbra is maguk döntöttek.
A kiegyezés után az önkormányzat szabadsága ebben a tekintetben is folyamatosan szűkült: először az 1876-os megyerendezéskor (1876:XXXIII. tc.) határozták meg törvényben az átszervezés által érintett megyék székhelyeit, majd ugyanez történt a trianoni békeszerződés után az 1923-as megyerendezéskor (1923. évi XXXV. tc.). Az 1938 és 1941 között Magyarországhoz visszacsatolt területeken az Országgyűlés felhatalmazása alapján a kormány intézkedett a közigazgatási beosztásról, így a megyeszékhelyek kijelöléséről is. Mindezek következtében 1944 végére a mai országterületen a megyék mintegy felének maradt beleszólása saját székhelyének kijelölésébe. Végül 1945-ben az Ideiglenes Nemzetgyűlés az ország teljes területére kiterjesztette a közigazgatási beosztás rendezésére vonatkozó általános felhatalmazást a Ideiglenes Nemzeti Kormány számára. Azóta a helyzet abban az értelemben változatlan, hogy a megyeszékhelyet nem az érintett megye, hanem valamely központi szerv jelöli ki, bár a vonatkozó jogforrás időszakonként változott; 1990 óta országgyűlési határozat rendelkezik a megyék nevéről és székhelyéről.
A 2012-től hatályos alaptörvény 11. módosításával a „vármegye” elnevezés mellett törvénymódosításokkal és kormányrendeletekkel a „vármegyeszékhely” elnevezést is bevezették.

## Magyarország vármegyeszékhelyei
- Békéscsaba (Békés)
- Budapest (Pest)
- Debrecen (Hajdú-Bihar)
- Eger (Heves)
- Győr (Győr-Moson-Sopron)
- Kaposvár (Somogy)
- Kecskemét (Bács-Kiskun)
- Miskolc (Borsod-Abaúj-Zemplén)
- Nyíregyháza (Szabolcs-Szatmár-Bereg)
- Pécs (Baranya)
- Salgótarján (Nógrád)
- Szeged (Csongrád-Csanád)
- Szekszárd (Tolna)
- Székesfehérvár (Fejér)
- Szolnok (Jász-Nagykun-Szolnok)
- Szombathely (Vas)
- Tatabánya (Komárom-Esztergom)
- Veszprém (Veszprém)
- Zalaegerszeg (Zala)